# 赤口日
赤口日（しやくこうにち・しゃっこうにち）とは、陰陽道の八嶽卒神が支配する日であり、公事・訴訟・契約などの凶日とされる。
陰陽道においては赤口神（太歳神の王都の東門の番神）が八鬼の鬼神を使役し、それを八日周期で一鬼ずつ遣わして守護させるという。
赤口神が使役する八鬼の鬼神（八大鬼）
一番目の鬼神：兜雞羅神（とけいらしん）
二番目の鬼神：摩醯首羅神（まけいしゆらしん・まけいしゅらしん）
三番目の鬼神：閻獄受神（えんごくじゆしん・えんごくじゅしん）
四番目の鬼神：八嶽卒神（はちごくそつしん・はちごくそっしん）
五番目の鬼神：羯摩大神（かつまたいじん）
六番目の鬼神：閻羅刹神（えんらせつしん・えんらせっしん）
七番目の鬼神：雷電光神（らいでんくわうしん・らいでんこうしん）
八番目の鬼神：廣目頭神（くわうもくとうしん・こうもくとうしん）
これらの日のうち、使役する鬼神の一鬼(四番目の八嶽卒神)が八面八臂の凶神であるため、その日を赤口日とし凶日とされる。
現在の民間での六曜信仰に、赤舌日とともになんらかの形で影響したと考えられている。